# Aelita
Para el personaje de Código Lyoko, véase Aelita Schaeffer.
Aelita (en ruso: Аэлита), también conocida como Aelita: Reina de Marte, es una película muda dirigida por Yákov Protazánov en los estudios Mezhrabpom-Rus y estrenada en 1924. Está basada en la novela homónima de Alekséi Nikoláyevich Tolstói.
La historia trata sobre un joven, Los (en ruso, literalmente, alce), que viaja al planeta Marte en un cohete, donde llega para dirigir un levantamiento popular contra el rey, con el apoyo de la reina Aelita, que se ha enamorado de él después de verlo a través de un telescopio.
Probablemente la primera película que trata por completo sobre viajes espaciales, la parte más notable de la película son los escenarios y vestuarios constructivistas marcianos diseñados por Aleksandra Ekster. Su influencia puede verse en varias películas posteriores, incluso en las series de Flash Gordon y probablemente en la película Metrópolis, de Fritz Lang. Muy popular al principio, la película no fue muy favorecida por el Gobierno soviético y por eso ha sido muy difícil de ver hasta después de la Guerra Fría.

## Importancia ideológica
Durante el clímax de la película, Gúsev, soldado bolchevique, organiza una revolución proletaria con la ayuda de la reina Aelita. De alguna manera la película es antirrevolucionaria. Gúsev y Los escapan de la tierra debido a su descontento con la vida doméstica; la esposa de Gúsev es demasiado protectora y él anhela la revolución, y Los aparentemente ha matado a su esposa en un arranque de celos. Además, Aelita permite la revolución sólo para poder derrocar al dictador que le impide gobernar. Aelita les ordena a los soldados, después de la revolución, llevar a obreros de esclavos bajo tierra. Los mata a Aelita para detenerla, viéndola como su esposa, despierta, consciente de que las vivencias en Marte eran completamente imaginarias, y regresa a casa para encontrar que su esposa todavía está viva.
La manipulación de Aelita se opone directamente a lo que ella representa para Los, y sirve como un estupendo recordatorio de cómo una revolución puede salir mal. Las implicaciones no tan sutiles de la manipulación de Aelita de la revolución obviamente apuntan a la propia revolución de Lenin. Mientras Natasha (la esposa de Los) se presenta como un símbolo del comunismo y la película tiene una posición comunista, la revolución se lleva a cabo por personajes defectuosos, opuestos a lo que se ama en la vida. De hecho, los puntos de la película de Protazánov no ven la revolución como una herramienta para el desarrollo, sino de reconstrucción. La Revolución Rusa no es el telón para la película, sino la Nueva Política Económica de Lenin, el apacible período de capitalismo que usó para la reconstrucción tras la Primera Guerra Mundial y la Guerra Civil Rusa.

## Reparto
- Yuliya Sólntseva: la Reina Aelita.
- Ígor Ilyinski:[1] Kravtsov, detective aficionado.
- Nikolái Tsereteli:[2] Los y Spiridónov, dos ingenieros.
- Nikolái Batálov:[3] Gúsev, que fue soldado.
- Vera Orlova:[4] Masha, enfermera, novia de Gúsev.
- Valentina Kuindzhi:[5]  Natasha Los.
- Pável Pol:[6] Ehrlich.
- Konstantín Eggert:[7] Tuskub, rey de Marte.
- Yuri Zavadski:[8] Gor, guardián de la energía.
- Aleksandra Peregonets:[9] Ijoshka, sierva de Aelita.
- Iósif Tolchánov:[10] astrónomo marciano barbudo.
- N. Tretyakova: Yelena Ehrlich.
- Sofya Levítina.[11]
- Varvara Massalitínova.[12]
- Mijaíl Zhárov.[13]
- Tamara Adelheim.[14]
- Vladímir Uralski:[15] soldado.